# 339

## Nașteri
- Ambrozie, episcop din Milano, canonizat sfânt (d. 397)